# Kuklosuctobelba perbella
Kuklosuctobelba perbella är en kvalsterart som beskrevs av Chinone 2003. Kuklosuctobelba perbella ingår i släktet Kuklosuctobelba och familjen Suctobelbidae. Inga underarter finns listade i Catalogue of Life.